# Bisoita
Bisoita (en georgiano: ბისოითა; en osetio: Бисойтæ) es una aldea que pertenece a la parcialmente reconocida República de Osetia del Sur, parte del distrito de Tsjinval, aunque de iure pertenece al municipio de Eredvi de la región de Iberia Interior de Georgia.

## Geografía
Bisoita se encuentra a orillas del río Pachuristskali, a 30 kilómetros de Tsjinvali. La aldea se administra desde el pueblo de Beloti.  

## Historia
Tras la guerra de Osetia del Sur de 1991-1992, los osetios lograron controlar el pueblo y desde 2006, forma parte del municipio de Eredvi en la legislación georgiana.

## Demografía
La evolución demográfica de Bisoita entre 1939 y 1989 fue la siguiente:
| 11                                                       | 1 | 2 | 9 | 0 |
| (Fuente: Population of South Ossetia since Soviet times) |   |   |   |   |

Según el censo soviético de 1959, la mayoría de la población local eran osetios.